# Entwicklungsprojekt zur Poudrerie nationale de Sainte-Livrade-sur-Lot
Das Entwicklungsprojekt zur Poudrerie nationale de Sainte-Livrade-sur-Lot hatte als Projektziel die Errichtung einer seit Mitte der 1930er Jahre von der französischen Regierung geplanten Schießpulverfabrik (Poudrerie) zur Ergänzung der schon bestehenden Anlage in Bergerac.

## Beschreibung
Mit dem Bau der Fabrik, deren Gelände sich über die Gemarkungen der drei Gemeinden Bias, Casseneuil und vor allem Sainte-Livrade-sur-Lot verteilte, wurde Ende 1939 begonnen, doch wurden die Arbeiten nach dem Waffenstillstand von Compiègne (1940) ausgesetzt. Danach erfolgten noch für etwa ein Jahr Arbeiten auf dem Fabrikgelände, die vor allem dem Rückbau dienten und den Vorbereitungen zur Rückgabe der Flächen an die lokalen Landwirte.
Parallel zur Errichtung der Pulverfabrik entstanden fünf große Internierungslager zur Unterbringung der am Bau beschäftigten Arbeiter, überwiegend Spanier, die während oder nach dem Ende des Spanischen Bürgerkriegs nach Frankreich geflüchtet waren und dort für staatlich organisierte Arbeitseinsätze zwangsrekrutiert wurden. Die Lager, in denen sie untergebracht waren, überdauerten die kurze Epoche der Proudrerie; sie wurden nach deren Ende zur Unterbringung der unterschiedlichsten Personengruppen benutzt und entwickelten sich teilweise zu Wohngebieten, wie im Falle von Casseneuil oder Sainte-Livrade, in denen sich noch Spuren der ehemaligen Lager finden lassen. Auch Ruinen der nie in Betrieb genommenen Produktionsstätten der Poudrerie sind heute noch vorhanden, und etwa ein Viertel des ehemaligen Fabrikgeländes beherbergt seit den 1950er Jahren eine landwirtschaftliche Ausbildungsstätte.

## Die Landnahme für die Poudrerie
Der Bau der Poudrerie geht auf Dekrete der Regierungen von Édouard Daladier und Pierre Laval zurück. In vielen Quellen wird als treibende Kraft dahinter der 1936 verstorbene Senator und Bürgermeister von Sainte-Livrade, Gaston Carrère, genannt. Er soll dieses Projekt vorangetrieben haben, um der Region durch die Industrialisierung einen beispiellosen wirtschaftlichen Aufschwung und der Gemeinde hohe Steuereinnahmen zu bescheren. Die Poudrerie sollte langfristig 2.000 Arbeitsplätze schaffen.:S. 18
Für den Bau der Fabrik wurden 421 Hektar Land benötigt, weitere 39 Hektar für die Lager der Arbeiter. Mehr als 60 Landwirte mussten dafür ihr Land hergeben, die meisten von ihnen wurden enteignet:S. 16, da das Projekt für dringend und im öffentlichen Interesse eingestuft worden war. Erst im Oktober 1939 erfuhren die Landwirte und sonstigen Landbesitzer, dass sie mit Wirkung vom 1. November 1939 ihr Land verlieren würden. Über den Kreis der Betroffenen hinaus scheint das in der Gegend kein Aufsehen erregt zu haben.:S. 16
Das Fabrikgelände erstreckte sich in seiner Nord-Süd-Achse in etwa zwischen dem nördlichen von Sainte-Livrade eingerichteten Internierungs- und Flüchtlingslager Camp du Moulin du Lot (Punkt 2 auf der Karte) und dem heutigen Cassneuiler Ortsteil Cité Belle Rive, der aus dem Internierungslager Camp de la Glaudoune (Punkt 3 auf der Karte) hervorging. Die westliche Grenze bildete der Lot, die östliche Grenze die heutige D 217, die Route de Casseneuil, die auf einer Länge von fast 3 Kilometern am Fabrikgelände entlang führte.:S. 17  An dieser Straße befindet sich als Teil des heutigen Agrocampus 47 das Lycée Etienne Restat (Punkt 1 auf der Karte), eine landwirtschaftliche Schule, die in den 1950er Jahren in den ehemaligen Verwaltungsgebäuden der Poudrerie eröffnet wurde. Das Land im unmittelbaren Umfeld gehörte zur Domaine de Miquels mit dem noch erhaltenen Château de Miquels (Lage) an der heutigen Route de la Poudrerie.

## Die Poudrerie und ihre Zwangsarbeiter
Die Arbeiten an der Pulverfabrik begannen Ende 1939 und wurden nach dem Waffenstillstand von Compiègne (1940) ausgesetzt. In dieser Zeit entstanden ca. 600 Gebäude auf dem Gelände, meist aus Beton und aus Sicherheitsgründen weit voneinander entfernt. Zudem wurden 25 Kilometer Gleise verlegt.:S. 17 Goulinat schätzt, dass es lediglich noch 12 Monate benötigt hätte, um die Produktion aufzunehmen.:S. 18
Nach der Einstellung der Arbeiten zur Errichtung der Poudrerie erfolgten noch für etwa ein Jahr Arbeiten auf dem Fabrikgelände, die vor allem dem Rückbau dienten und den Vorbereitungen zur Rückgabe der Flächen an die lokalen Landwirte. Einige Bauwerke, die damals entstanden – so zum Beispiel die Hallensklette am Impasse de l'Ancienne Poudrerie (Lage) –, sind heute noch vorhanden und auch Gegenstand öffentlicher Führungen.
Um in dieser kurzen Zeit eine solche Leistung erbringen zu können, waren große Mengen an Arbeitskräften erforderlich. Frankreich befand sich zu der Zeit im Krieg mit Deutschland, viele Männer waren in der Armee, und folglich herrschte Arbeitskräftemangel. Dennoch waren auf der Baustelle etwa 5.000 Menschen im Einsatz.:S. 18 Die meisten von ihnen waren jedoch keine Franzosen, sondern Spanier: 3.500 spanische Bürgerkriegsflüchtlinge, zusammengefasst in 14 Compagnies de Travailleurs Étrangers:S. 18, waren als Fremdarbeiter zwangsverpflichtet worden.
Zur Unterbringung dieser Arbeiter, die anfangs in Waggons und notdürftigen Behausungen untergebracht waren, wurden mehrere Lager errichtet, an deren Bau ihre künftigen Bewohner mitwirken mussten:
- in Sainte-Livrade das Camp du Moulin du Lot (8 ha groß) (Punkt 2 auf der Karte) – das spätere CAFI. Es war das einzige Lager, das sich innerhalb des Poudrerie-Geländes befand.[8]
- in Casseneuil
  - das Camp de la Glaudoune (heute Stadtteil Belle Rive) (Punkt 3 auf der Karte) am nördlichen Rand des Poudrerie-Geländes und
  - das Camp de la Gare (15 ha), auch bekannt als Camp de Sauvaud oder Camp de Casseneuil; auf dessen Gelände befindet sich heute ein Industriegebiet (Punkt 4 auf der Karte)
- in Bias das Camp d'Astor (12 ha) (Punkt 5 auf der Karte)
- in Villeneuve-sur-Lot das Camp de Carrère (4 ha) (Punkt 6 auf der Karte)

Zu den Lebens- und Arbeitsbedingungen der in diesen Lagern untergebrachten Männer heißt es auf der CAFI-Seite:

„Sie waren vom Staat angestellt, wurden von Militärs befehligt, arbeiteten zehn bis zwölf Stunden am Tag für einen lächerlichen Lohn, wobei ein Teil ihres Solds für ihren Unterhalt abgezogen wurde. Sie waren fast wie in einem Gefängnis untergebracht, 250 in einer Baracke, ohne nennenswerte Möbel. Am Ende jeder Baracke befand sich eine Wasserstelle für die Körperpflege und ein WC. Da sie ohne Gepäck aus Spanien geflohen waren, war ihre Kleidung in schlechtem Zustand. Einige großzügige Seelen gaben ihnen Kleidung und die Armee angemessene Schuhe, und mit der Zeit gelang es ihnen, ein wenig Geld für Einkäufe in der Stadt zu sparen. Um diese Arbeitertruppen zu ernähren, war jede Gruppe einer Kantine mit einem eigenen Kochteam angegliedert. Einige ergänzten ihre Nahrung mit Gras, Blumen oder kleinen wilden Tieren und auch mit Kartoffelschalen, die sie in den Kantinen gesammelt hatten.“

Nach dem CAFI-Artikel war die Internierung in den Lagern von Bias und Casseneuil weniger streng reglementiert, und die Männer hatten die Möglichkeit an Sonntagnachmittagen in begrenztem Maße am Leben außerhalb der Lager teilzunehmen. Nach kleineren Zwischenfällen wurden sie in der Lokalpresse aber schnell als unerwünschte Personen gegeißelt:S. 17, und auch die Bevölkerung begegnete ihnen mit Ressentiments, denn „in Lot-et-Garonne, wie anderswo in Frankreich, hatten die spanischen Republikaner den Ruf, Wilde zu sein, "Priesterfresser"“. Zudem gab es schon früh Bestrebungen, die wenigen Bewegungsmöglichkeiten stärker zu reglementieren, wie ein Vorschlag eines Offiziers aus dem Jahr 1939 zeigt. Dieser schlug vor, schrittweise den Spielraum der spanischen Männer einzuschränken, ihnen den Zugang zur Stadt – insbesondere zu Cafés und öffentlichen Plätzen – zu verwehren; Militärposten in den Unterkünften zu postieren und insgesamt die Unterbringung in einem geschlossenen Lager vorzusehen, das ab dem 10. oder 15. Januar 1940 zur Verfügung stünde.
In einem Bericht vom 26. Februar 1941 hieß es, dass sich zu diesem Zeitpunkt noch 1.700 spanische Arbeiter sowie 200 weitere Angestellte, Arbeiter und technisches Personal auf dem Fabrikgelände aufgehalten hätten, deren Arbeiten aber kurz vor dem Abschluss stünden. „Ein Teil der Belegschaft wird Ende dieses Monats entlassen, und es ist davon auszugehen, dass die spanischen Arbeitskompanien bis Ende April das Gelände verlassen müssen, da die Mittel für die Pulverfabrik fast auf Null gesunken sind.“ Nach der CAFI verließen die spanischen Arbeiter in der Tat ab 1941 die Lager. „Einige wurden requiriert, um an den Standorten des Atlantikwalls zu arbeiten. Andere wurden von Bauern in der Gegend angestellt und ließen sich dauerhaft in der Gegend nieder, indem sie mit einem jungen Mädchen aus der Gegend eine Familie gründeten.“ Zumindest für das Camp de la Gare in Casseneuil kann aber als sicher gelten, dass dort weiterhin Fremdarbeitereinheiten (Groupes de Travailleurs Étrangers (GTE)) stationiert waren.
Zur Erinnerung an die ehemaligen Zwangsarbeiter der Poudrerie wurde am 11. Juni 2011 ein Gedenkstein neben noch erhaltenen Poudrerie-Ruinen errichtet. Dessen Inschrift lautet: „In den Jahren 1939-40 wurden an diesem idyllischen Ort viele spanische Republikaner zu einem sehr geringen Lohn eingezogen. Der Bau der Pulverfabrik, der während des Debakels abgebrochen wurde, war ein Schmelztiegel für die kommende Widerstandsbewegung.“ Auch am alten Schulhaus in der Avenue Gaston Carrère in Sainte-Livrade erinnert eine Gedenktafel an die spanischen Fremdarbeiter, die in den Lagern in Bias, Casseneuil und Sainte-Livrade interniert waren.

## Die Nachnutzung des Poudrerie-Geländes bis 1944
Bereits ab dem August 1940 versuchten verschiedene Ministerien und Behörden des Vichy-Regimes, die Hoheit über das Proudrerie-Gelände zu gewinnen. Zeitweilig war auch eine Verpachtung einzelner Ländereien an elsässisch-lothringische Flüchtlinge in der Diskussion:S. 19, die in der Nacht vom 15. auf den 16. Dezember 1940 in Villeneuve-sur-Lot per Zug aus Mülhausen eingetroffen waren. Mit diesem „Zug der Vertriebenen“ („train d'expulsés“) kamen mehr als 1.100 Menschen in das Département Lot-et-Garonne, die aus dem von den Deutschen besetzten Elsaß-Lothringen in die freie Zone umgesiedelt wurden. 224 von ihnen wurden im „CAMP DE STE-LIVRADE“ untergebracht.
Statt der elsässischen Flüchtlinge kam aber im September 1941 die Organisation Chantiers de la jeunesse française (CJF) zum Zuge. Die CJF war eine 1940 vom Vichy-Regime geschaffene paramilitärische Organisation, in der zunächst nach dem Waffenstillstand mit Deutschland demobilisierte junge Männer organisiert wurden. Diese mussten sechs Monate lang in ihrer Freizeit einen freiwilligen Dienst ableisten, bevor diese Dienstverpflichtung auf alle Franzosen ausgeweitet und auf acht Monate verlängert wurde.

„Diese Massnahme war Teil der Jugendbildungspolitik im Hinblick auf die "nationale Revolution" der Vichy-Regierung, einer Ideologie einer reaktionären, korporatistischen Rechten, die sich eher auf traditionelle als auf demokratische Werte (Arbeit, Familie, Vaterland) stützt und den Respekt vor Hierarchie, Disziplin, Führerkult, Ehre und die Verherrlichung der Rückkehr zur Erde gegen den kulturellen und städtischen Modernismus propagiert.“

Wie weit die Verfügungsgewalt der CJF über das Gelände und einzelne Lager reichte, ist eindeutig nicht zu klären. Bei Goulinat heißt es, die Gruppe 36 "Montcalm" der CJF sie im Juni 1941 gegründet worden. Deren Hauptquartier habe sich im Château de Miquels befunden, die einberufenen 1.500 Männer seien weitergezogen nach Sautoul, Septfonds, Gilet und in das sogenannte Camp des Espagnols.:S. 20 Welche Unterkünfte ihnen in den Gemarkungsteilen Sautoul, Septfonds und Gilet zur Verfügung standen, ist nicht bekannt; beim Camp des Espagnols handelte es sich nach Camille Bonnassies um das Camp de la Glaudoune, das von den Anwohnern so benannt worden sei.:S. 34 Das alles stimmt nur zum Teil mit der CAFI-Webseite überein, nach der die CJF für ihre Arbeit neben dem Camp du Moulin auch das Camp de la Glaudoune nutzen konnte.
Die Aufgabe der CJF bestand darin, das Gelände der ehemaligen Pulverfabrik wieder in einen kultivierbaren Zustand zu versetzen, bevor es an die Zivilbevölkerung zurückgegeben werden konnte, und trotzdem die CJF eine Jugendorganisation des mit Nazi-Deutschland kollaborierenden Regimes war, findet ihre Anwesenheit in Saint-Livrade bis heute soviel Anerkennung, dass auf dem Poudrerie-Gelände die zentrale Straße Avenue des Chantiers de la Jeunesse heißt. An ihrem Beginn an der D 217 befindet sich rechts in einem Gebüsch auch der auf der CAFI-Webseite abgebildete CJF-Gedenkstein. (Lage)
Noch während der Anwesenheit der CJF erweckten die Hinterlassenschaften der Poudrerie auch das Interesse der Deutschen. Sie beschlagnahmten im November 1943 zehn Waggons mit verschiedenen Materialien und zehn Nutzfahrzeuge aus dem Bestand der Pulverfabrik.:S. 20
Die Chantiers de Jeunesse française wurden 1944 aufgelöst. Viele der CDF-Angehörigen hätten sich geweigert, den Service du travail obligatoire (STO, Pflichtarbeitsdienst) in Deutschland anzutreten und sich dem Maquis angeschlossen.

## Die Landwirtschaftsschule
Nach dem Abzug der CJF übernahm der Service des Poudres et Explosifs de Bergerac (Pulver- und Sprengstoffamt Bergerac) die Verwaltung des Sainte-Livrader Poudrerie-Geländes und stellte auf Wunsch der Regionalbehörde Land für die landwirtschaftliche Nutzung zur Verfügung. Das Château de Miquels wird zum Sitz der Ferienkolonie des Pulver- und Sprengstoffamtes von Bergerac. In der Folgezeit erfolgte die Demontage der letzten noch verwertbaren Gegenstände auf dem Poudrerie-Gelände und deren Verkauf. Auch die Eisenbahngleise wurden endgültig abgebaut und die Schienen, die Schwellen und der Schotter verkauft.:S. 20
Im April 1947 wurde die gesetzliche Grundlage für die Rückgabe der enteigneten Ländereien geschaffen, was zur Folge hatte, dass im November 1947 267 Hektar Land rückübertragen werden konnte. Ausdrücklich ausgenommen davon blieben 107 Hektar rund um das Château de Miquels. Diese Ländereien blieben in der Verwaltung des Service des Poudres et Explosifs de Bergerac, der es weiterhin für seine Ferienkolonie nutzen konnte.:S. 20 Die förmliche Entwidmung der 267 Hektar als staatlich kontrolliertes Gelände erfolgte im Mai 1948, und dabei wurde offenbar auch das Gelände des Camp de la Gare in Casseneuil entwidmet, während für die anderen Camps die Zuständigkeiten neu geregelt wurden:
- Das Lager in Villeneuve wird dem Justizministerium unterstellt;
- die Lager Camp du Moulin und Bias dem Streitkräfteministerium, und
- das Lager Glaudoune in Casscneuil geht an das Überseeministerium.[4]:S. 20

Parallel zu diesen Entwicklungen gab es Bestrebungen für eine Umnutzung der noch für die Ferienkolonie genutzten Ländereien. Im September 1947 äußerte der Conseil général du Lot-ct-Garonne (Generalrat des Departements Lot-ct-Garonne) erstmals den Wunsch, auf dem ehemaligen Poudrerie-Gelände eine Schule für Landwirtschaft und Obstbau zu gründen und dafür das Chateau de Miquels und die umliegenden Ländereien zur Verfügung gestellt zu bekommen.:S. 20 Obwohl es heftigen Widerstand gegen dieses Projekt seitens der ehemaligen Eigentümer dieser Ländereien gab, wurde das Projekt vorangetrieben. Maßgeblich Anteil daran hatte Etienne Restat, Senator und Bürgermeister von Casseneuil. Ursprünglich ging es ihm wohl um eine Verlegung der Landwirtschaftsschule Fanzanis in Tonneins:S. 21, doch wie die Webseite Agrocampus 47 zeigt, existieren heute neben weiteren landwirtschaftlichen Bildungsstätten sowohl die nach Etienne Restat benannte Einrichtung in Sainte-Livrade, als auch das Lycée Fanzine in Tonneins unter dem Dach des Agrocampus-Verbundes.
Im Januar 2022 beging das Lycée Etienne Restat sein 75. Gründungsjubiläum.
An der Landwirtschaftsschule Fazanis in Tonneins erstellte in der ersten Hälfte des Jahres 2022 der Comicautor Marc Lizzano zusammen mit zwei Gymnasialklassen im Rahmen eines sechswöchigen Projekts eine Erzählsammlung in Form einer Graphic Novel. Deren Ausgangspunkt war die Geschichte der Poudrerie in Sainte-Livrade und des CAFI. Dabei ging es auch darum, die Historie mit ihren Begleiterscheinungen wie Enteignung und Flucht in den Kontext der Erfahrungen der Schülerinnen und Schüler zu stellen, von denen viele einen Migrationshintergrund haben.